# Sklerometr
Sklerometr – przyrząd służący do badania twardości skały na podstawie rysy, jaką robi na wyszlifowanej płytce badanej skały diament obciążony określonym ciężarkiem. Wynaleziony w 1896 roku przez Thomasa Turnera, pierwszego profesora metalurgii w Wielkiej Brytanii.
Sklerometr Schmidta (młotek Schmidta) – przenośny przyrząd (masa ok. 1 kg) stosowany w budownictwie do oceny wytrzymałości betonu.
Przyrząd wykorzystuje dynamiczną metodę pomiaru poprzez ocenę zmiany energii bijaka po odskoku od badanej powierzchni.